# Tödliche Beute 2
Tödliche Beute 2 ist ein US-amerikanischer Actionfilm von David A. Prior aus dem Jahr 2013. Er war auch für das Drehbuch, den Filmschnitt und die Produktion zuständig. Der Film ist der Nachfolger von Tödliche Beute aus dem Jahr 1987.

## Handlung
Nach 27 Jahren wird Colonel Hogan scheinbar aus der Haft entlassen und beschließt, sich an Michael Danton zu rächen, da dieser damals seinen Plan vereitelte. Zu diesem Zweck heuert er Söldner an. Die Jagd auf Danton wird im Internet live übertragen. Doch wie bereits vor fast 30 Jahren schaltet dieser seine Widersacher der Reihe nach aus. Plötzlich erwacht Hogan und ihm wird klar, dass er die Ereignisse lediglich geträumt hat. Nun wird er tatsächlich aus der Haft entlassen und beschließt trotz des Albtraums seinen Plan der Rache durchzuführen.
Zu diesem Zweck lässt er Danton entführen. Doch auch in der Realität werden Hogans Söldner von diesem getötet. Hogan bekommt Unterstützung von Thornton, dessen Zwillingsbruder vor 27 Jahren von Danton getötet wurde. Deshalb sinnt dieser auf Rache. Um ein Druckmittel gegenüber Danton zu haben, lässt Hogan dessen Frau und Sohn entführen. Als sich Danton erfolgreich aus der feindlichen Basis herausgekämpft hat, flüchtet er nach Hause.
Dort findet er Sophia, die Freundin und rechte Hand von Hogan, vor. Diese teilt ihm mit, dass seine Familie entführt wurde und sich bereits in der Basis aufhält. Danton entledigt sich der Frau mit einem gezielten Kopfschuss und macht sich erneut auf den Weg in die Basis. Als er seine Familie befreien konnte, kämpft er sich gemeinsam mit seinem Sohn aus der Basis. So wird er gegen Ende des Films von seinem Sohn bei seinem Kampf unterstützt.

## Kritik
„Fazit: Solide Fortsetzung zu einem Trashfilmklassiker. Wer das Original mag, kann hier durchaus einen Blick riskieren.“

Der Film kopiert auf ironische Weise diverse aus dem ersten Teil bekannte Szenen. Im Vergleich zum Vorgänger bekommen die Figuren mehr Hintergrundinformationen und die allgemeine Filmqualität wird als verbessert wahrgenommen. In vielen Szenen wird der Vorgänger außerdem parodiert.

## Trivia
- David A. Prior ist in einer Nebenrolle zu sehen.
- Fritz Matthews hat für seine Rolle gut 20 kg abgenommen und verkörpert den Zwillingsbruder seiner damaligen Rolle aus Teil 1.[2]